# Idaea bellieri
Idaea bellieri là một loài bướm đêm trong họ Geometridae.